# Isensee Verlag
Der Isensee Verlag, der zur Florian Isensee GmbH gehört, ist ein im niedersächsischen Oldenburg ansässiger Verlag, der vor allem Bücher mit Bezug zur Region Nordwestdeutschland veröffentlicht.

## Geschichte
Gegründet wurde das Unternehmen 1892 vom Schriftsetzer Heinrich Karl Adolf Isensee, der ein Jahr zuvor von Schöningen nach Oldenburg gezogen war. 1902 wurde die in Konkurs gegangene Druckerei Winter & Meschett gekauft, 1907 ein Einzelhandel für Papier und Schreibwaren übernommen. Eine Rotationsmaschine und sieben Setzmaschinen wurden 1932 aufgestellt. Seit 1945 befindet sich der Verlagssitz in der Haarenstraße in der Oldenburger Altstadt.

Isensee-Buchhandlung

Der Isensee-Verlag ist auf nordwestdeutsche Regionalliteratur spezialisiert

Eine systematische Verlagstätigkeit begann erst in den 1960er Jahren und steht in engem Zusammenhang mit der 1961 gegründeten Körperschaft Oldenburgische Landschaft, der die Pflege und Förderung der historischen und kulturellen Belange im ehemaligen Land Oldenburg obliegt. Entsprechend war es das Ziel des Isensee Verlages, die kulturellen Eigenheiten des historischen Territoriums verlegerisch zu bewahren. Diese lokale und thematische Beschränkung hat der Verlag im Laufe der Jahre gelockert, doch stellen Publikationen über den Nordwesten Deutschlands nach wie den Hauptschwerpunkt des Verlages dar. Regionsunabhängig verlegt Isensee inzwischen auch wissenschaftliche und populärwissenschaftliche Werke in den Bereichen Kunst- und Kulturgeschichte sowie Archäologie. Im 2001 gegründeten Tochterunternehmen Aschenbeck & Isensee Universitätsverlag erscheinen Dissertationen, wissenschaftliche Reihen und wissenschaftliche Einzelwerke. Außerdem gibt der Verlag Belletristik in niederdeutscher Sprache heraus. Von insgesamt 1100 publizierten Titeln waren 2013 noch etwa 600 lieferbar.
Zur Florian Isensee GmbH gehören neben dem Verlag nach wie vor eine Druckerei sowie eine Buchhandlung, die 2022 ausgezeichnet wurde. Seit 1994 fungiert Florian Isensee als geschäftsführender Gesellschafter des Unternehmens.